# هات داگ گیاهی
هات داگ گیاهی، هات داگی است که کاملاً از محصولات غیرگوشتی تهیه شده باشد. برخلاف سوسیس‌های گوشتی خانگی و سنتی، پوشش آن از روده حیوان ساخته نمی‌شود، بلکه از سلولز یا سایر مواد گیاهی آماده می‌شود. مواد این سوسیس معمولاً بر اساس نوعی پروتئین سویا، گلوتن گندم یا پروتئین نخود فرنگی است. در بعضی از آن‌ها ممکن است از سفیده تخم مرغ استفاده شده باشد، که خوردن آنها را برای رژیم غذایی لاکتو-گیاهخواری یا وگان نامناسب می‌کند.

## تاریخچه
تاریخچه هات داگ گیاهی مشخص نیست، اما شرکت وورثینگتون فودز، ادعا می‌کند که اولین هات داگ‌های گیاهی جهان در سال ۱۹۴۹ را تولید کرده است. از دهه ۱۹۸۰، تعدادی دیگری از تولیدکنندگان مانندبیاند میت وارد بازار هات داگ مخصوص گیاهخواران شده‌اند. در سال ۲۰۰۰، ورزشگاه کومیسکی پارک شیکاگو وایت ساکس اولین ورزشگاه بیسبال بود که در طول بازی‌ها، هات داگ گیاهی فروخت. در سال ۲۰۱۹، فروشگاه زنجیره‌ای مونتینز فروش هات داگ وگان را در لندن آغاز کرد. دکه‌های هات داگ فروشی معروف نیتنز فیموس در شهر نیویورک، فروش هات داگ‌های وگان را از سال ۲۰۲۱ آغاز کردند.

## هات داگ هویج
هات داگ هویج، هویجی است که برای طعم دادن به هات داگ، نمک سود شده، سپس کباب شده و به صورت رول در می‌آید تا شبیه هات داگ سنتی شود. مجله <i id="mwNw">فیلادلفیا</i> گزارش داد که عکس‌هایی از هات داگ‌های هویجی در سال ۲۰۱۶ در اینستاگرام و پینترست منتشر شده است مجله کنبک در سال ۲۰۱۷ گزارش داد که دستور پخت هات داگ با هویج «یک روند نوظهور» در کتاب‌های آشپزی است. اپیکوریوس گفت از زمان انتشار دستور پخت هات داگ هویج در سال ۲۰۱۷، مورد تمسخر قرار گرفته است.